# Грэйс, Нэнси
Нэ́нси Энн Грэйс (англ. Nancy Ann Grace; 23 октября 1959, Мейкон, Джорджия, США) — американская телеведущая, журналистка, политический комментатор и прокурор.

## Личная жизнь
Нэнси Энн Грэйс родилась 23 октября 1959 года в Мейконе (штат Джорджия, США) в семье Мэка и Элизабет Грэйс. Нэнси — третий и младший ребёнок супругов Грэйс, у неё есть брат Мэк и сестра Джинни.
С 21 апреля 2007 года Нэнси замужем за банкиром Дэвидом Линчем. У супругов есть дети-близнецы — сын Джон Дэвид Линч и дочь Люси Элизабет Линч (род. 04.11.07).